# 矮腳角龍屬
矮腳角龍屬（學名：Breviceratops）又名雛角龍，意為「有短角的面孔」，是原角龍科恐龍的一屬，生活於上白堊紀的蒙古。牠是原角龍的近親。在1975年，Maryanska及Osmolska將其化石進行敘述、命名，當時歸類為原角龍的一個種。在1990年，由Kurzanov建立為另一個新屬，模式種是柯氏矮腳角龍（Breviceratops kozlowskii）。矮腳角龍的化石，可能是弱角龍的一個幼年個體。

## 分類
矮腳角龍屬於角龍亞目，角龍亞目恐龍是群植食性恐龍，擁有類似鸚鵡的喙狀嘴，生存於白堊紀的北美洲與亞洲。所有的角龍類恐龍在白堊紀末期滅絕。

## 食性
如同所有角龍類恐龍，矮腳角龍是植食性。在白堊紀期間，開花植物的地理範圍有限，所以矮腳角龍可能以當時的優勢植物為食，例如：蕨類、蘇鐵、針葉樹。牠們可能使用銳利的喙狀嘴咬下樹葉或針葉。